# 木村一生
木村 一生（きむら いっしょう、1932年 - 2015年）は、日本の抽象画家で、多摩美術大学名誉教授。本名は木村和夫。

## 経歴
1932年、長崎県長崎市生まれ。1951年、長崎県立長崎東高等学校卒業。東京芸術大学絵画科在学中の1955年に浜屋百貨店で初めての個展を開催。1957年、同大学を卒業後、1958年には読売アンデパンダン展に出品。1959年、モダンアート協会展に初出品し翌1960年に同会会員となる。1989年の「木村一生の世界」展（池田20世紀美術館企画）をはじめ多数の個展を開催。また、1960年から1985年にかけて「新表現展」に出品するなどグループ展にも数多く参加。

1968年より多摩美術大学で後進の指導にも取り組み、1972年に助教授、1983年に教授就任。2003年に同大学を退官し名誉教授となる。
2015年9月15日死去。

## 主な作品
- 「圏'85」（1985年）
- 「燁」（1990年）
- 「劫」（1992年）
- 「彭」（1992年）

## 著書
- 『版画入門―やさしく学び楽しくえがく（絵画入門シリーズ）』（梧桐書院、1979年）